# Lenhausen
Lenhausen ist ein Ortsteil in der Gemeinde Finnentrop im Sauerland mit rund 1.190 Einwohnern, der sich am Zusammenfluss von Lenne und Fretter befindet.

## Ortsbild
Das Ortsbild des Dorfkerns ist teilweise noch altertümlich geprägt; einige Fachwerkhäuser (zum Beispiel in der Westfalenstraße 28) sind noch erhalten. Sehenswert in Lenhausen sind die alte Eisenbahnbrücke (erbaut 1859–1861 für die Ruhr-Sieg-Strecke durch das Lennetal), das Hofhaus Biggemann (erb. 1900), der Fretterbachhof (erbaut 1791), das Schloss Lenhausen (Stammsitz der Familie von Plettenberg-Lenhausen, erbaut 1400), die Pfarrkirche St. Anna (1898/1899), die Sparkasse (erbaut 1800), die Schützenhalle (1910), die Marienkapelle mit der Achtermann-Pietà (erbaut 1881/82), der Jüdische Friedhof (1900) und das Laufwasserkraftwerk Lenhausen (erbaut 1928). 

## Geschichte
Ein Schatzungsregister (diente der Erhebung von Steuern) von 1543 gibt ungefähre Anhaltspunkte über die damalige Größe von Lenhausen. Demnach gab es zu dieser Zeit in „Lenhaußer Burschafft und Dorf“ insgesamt 14 Schatzpflichtige (ohne 1 Person, die als arm galt). Die Anzahl der Schatzpflichtigen dürfte in etwa mit den vorhandenen Familien bzw. Häusern übereingestimmt haben. 
Lenhausen hatte eine bedeutende jüdische Gemeinde. Im Jahr 1818 lebten dort 66 jüdische Bewohner. Der Bevölkerungsanteil von 18,6 % war der höchste im Herzogtum Westfalen. Nach der Abgrenzung der Synagogenbezirke in der Mitte des 19. Jahrhunderts war Lenhausen neben Meschede Sitz einer Synagogengemeinde im Kreis Meschede. Sie war auch zuständig für die relativ wenigen Juden im gesamten Kreis Olpe. Sie verfügte über eine im 18. Jahrhundert erbaute Fachwerksynagoge und einen jüdischen Friedhof. Aus der Gemeinde ging der Mediziner und Publizist Alexander Haindorf hervor. Die Gemeinde wurde während des Holocausts vernichtet.

## In Lenhausen geboren
- Ida von Plettenberg-Lenhausen (* um 1603; † 1671), Äbtissin des gemischt-konfessionellen Damenstifts Fröndenberg.
- Friedrich Christian von Plettenberg (1644–1706), Fürstbischof von Münster
- Eduard Bartling (1845–1927), Unternehmer und Politiker
- Rolf Bauerdick (1957–2018), Fotograf und Schriftsteller
- Hubertus Kramer (1959–2022), Politiker, Abgeordneter des Landtags von Nordrhein-Westfalen